# Casa dos Bicos

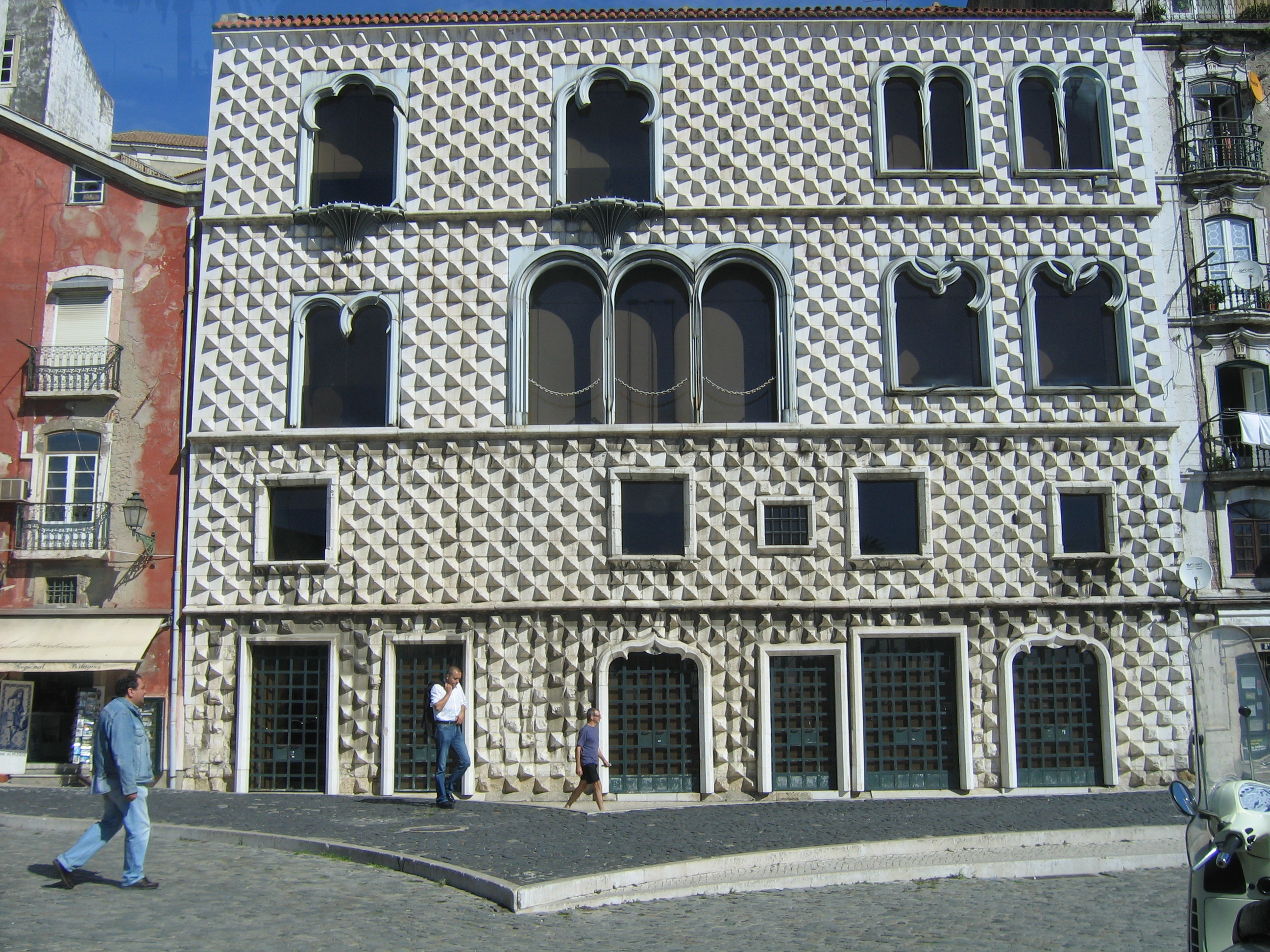
Casa dos Bicos.

La Casa dos Bicos (en portugais la maison des pointes) ou Maison de Bras de Albuquerque est un édifice emblématique de Lisbonne. Cette maison d'habitation a été construite en 1523 pour et par Brás de Albuquerque, fils légitime du deuxième gouverneur et Vice-Roi des Indes portugaises Afonso de Albuquerque. 
Elle est située à l'est du Terreiro do Paço (terrasse du palais) proche du quartier des Douanes, du Tribunal das Sete Casa e du marché de la Ribeira Velha dans la rue des Bacalhoeiros. 

## Description
Sa façade est recouverte de pierres de taille en forme de pointe de diamant. Ses pointes (bicos) sont un exemple unique de l'architecture civile d'habitation de la ville de Lisbonne du XVIe siècle. La singularité de cette maison est qu'elle est un pastiche de deux styles architecturaux. La façade et ses pointes rappelle l'influence tardive mais majeure de la Renaissance italienne. D'ailleurs, le propriétaire de cette maison l'a faite ériger après son voyage en Italie. Elle s'inspire largement du Palazzo dei Diamanti à Ferrare ou du Palazzo Sanuti Bevilacqua à Bologne. Elle présente également beaucoup de similarité avec la Casa de las Conchas de Salamanque et la Casa de los Picos de Ségovie.
En revanche la répartition irrégulière des ouvertures en forme d'ogive de style gothique tardif (Style manuélin) et toutes les dimensions, confère à cette maison un certain charme médiéval renforcé par disposition asymétrique des arcs des fenêtres des étages supérieurs. 

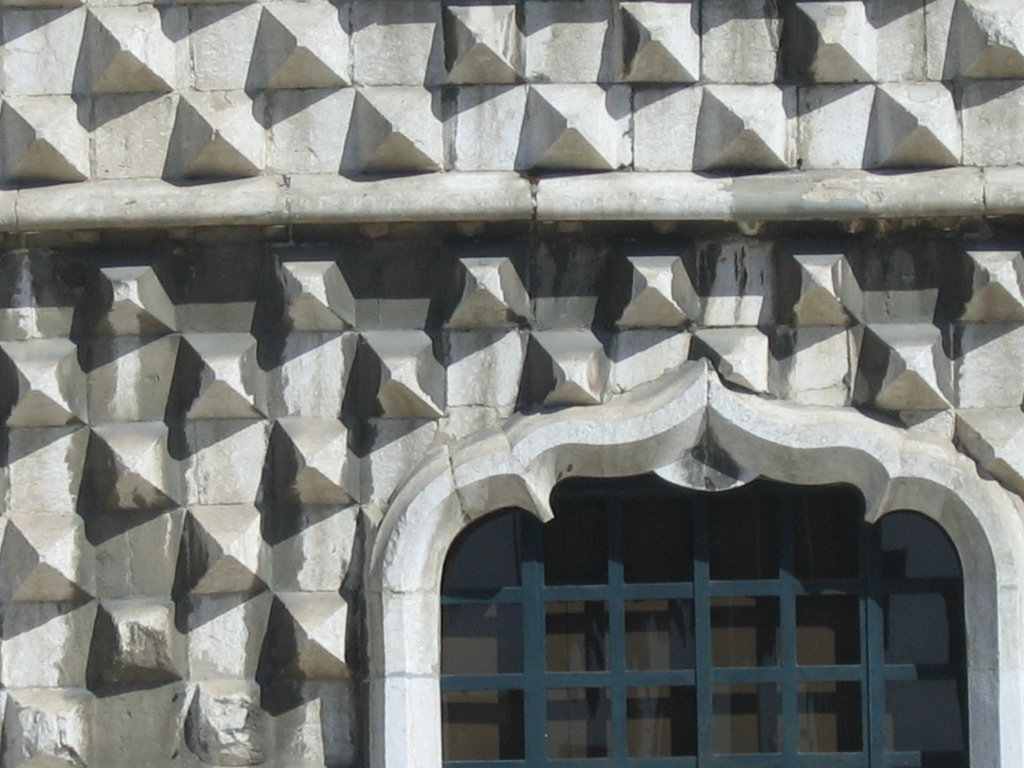
Detail de la façade.

Selon les plans d'origine, la maison possédait deux façades et deux étages, la plus belle ornée de deux portes de style manuélin orientée côté rue s'est écroulée lors du tremblement de 1755. Les deux étages supérieurs ont été détruits également, ils ont été reconstruits seulement en 1982 à l'occasion de l'exposition du Conseil de l'Europe sur Le Portugal et les Grandes Découvertes.
L'édifice, propriété de la famille Albuquerque a été utilisé pour de nombreuses activités au cours des siècles dont la plus remarquable a été celle du commerce de la morue. En 1960, elle a été acquise par la mairie de Lisbonne. Elle abrite aujourd'hui un centre culturel et la bibliothèque de la fondation José Saramago.

## À voir
- Palazzo dei Diamanti